# Рудничке просторије
Рудничким просторијама називају се шупљине у самој минералној средини направљене различитим рударским радовима. Тако изграђене просторије могу бити различите по положају у простору, облику, величини и намени. Скуп свих подземних рударских просторија у једном лежишту престављају јаме.

## Класификација подземних просторија
- Просторије са великом дужином или дубином у односу на њихов пресек. Оне могу бити: хоризонталне, косе и вертикалне.
- Просторије које имају знатно мање дужине, а веће попречне пресеке, називају се коморама.
- Откопне просторије – Карактеришу се различитим димензијама и обликом, настале су као последица откопавања корисне минералне сировине.
- Раскршћа – Представљају места где се спајају два или више ходника на једном истом нивоу.

## Израде просторија

### Израде рудничних просторија под нормалним радним условима
1. Методе израде у једнородном стенском материјалу  - просторија пролази само кроз једну врсту материјала или минералне сировине.
2. Методе израде у разнородном стенском материјалу - просторија пролази истовремено кроз материјале различитих особина.

### Израде рудничних просторија под специјалним условима
1. Израде просторија обухватају рударско-геолошке услове који се односе на сипак и нестабилан материјал (песак, водом засићен песак, водоносни песак).
2. Израде просторија у чврстом стабилном материјалу разне врсте.

## Врсте јамских просторија и дефиниција

### Хоризонталне просторије са непосредном везом са површином
1. Истражни
2. Извозни
3. Поткоп за потребе одводњавања
4. Вентилациони

### Хоризонталне просторије без непосредне везе са површином
1. Уздужни (смерни) ходник
2. Попречни
3. Пробој

### Вертикалне и косе просторије са непосредном везом са површином
- Окном се називају вертикалне просторије које имају непосредну везу са површином и намењена је за истраживање и експлоатацију лежишта.
  1. Истражна окна углавном су мањег попречног пресека од 2 до 3 m² и раде се на врло малим дубинама – 20-30 m, а некада и више. Повећање дубине окна повећавају се и трошкови израде, а при изради хоризонталних просторија у истој радној средини као и окно, трошкови напредовања за сваки метар углавном су константни. Из тих разлога истраживање окнима се ређе примењују и то у случајевима када лежиште залеже више-мање хоризонтално и врло плитко испод површине. Плитка окна дубине 4-6 m раде се без механизације, директним избацивањем материјала на одговарајуће скеле.
  2. Главно окно је у првом реду намењено извозу руде из јаме на површину и за проветравање јаме.
  3. Помоћно окно израђује се у помоћне сврхе, нпр. за превожење људи, извоз материјала и јаловине, као сервисна окна, одводњавање и друге сврхе. Према основној намени окна и добијају називе, на пример: извозно окно, вентилационо окно, сервисно окно, окно за допрему засипа, итд.
  4. Слепа окна раде се из јаме, из неког поткопа или прекопа која не излази на површину. Овај тип објеката ради се за истраживање или отварање дубљих делова лежишта, чија је дубина претходно утврђена дубинским бушењем.
- Косе просторије према нагибу деле се на: благо нагнуте, са нагибом 5⁰-25⁰; стрме са нагибом од 25⁰ до 45⁰ и изразито стрме са нагибом од 45⁰. Косе просторије могу бити везане са површином, а и не морају. Код просторија које су непосредно везане са површином разликујемо коса окна и косе поткопе, а код просторија које не излазе на површину разликујемо ускопе, нископе, сипке и косе пробоје.
  1. Сипком се називају косе јамске просторије које се израђују за гравитационо спуштање руде са вишег нивоа на нижи. Сипке се обично израђују са два одељења, од којих једно служи за пролаз и допрему материјала, а друго за гравитационо транспортовање материјала.
  2. Нископ и ускоп - представљају такве јамске просторије које немају директну везу са површином, а израђују се под углом мањим од 65°. Нископ обично служи за спуштање терета са вишег на нижи ниво рудника, док ускоп служи за извлачење терета са нижег на виши ниво.

## Коморе
Коморе су јамске просторије рзличитих димензија и облика, код којих дужина нема доминантну улогу у односу на попречни пресек. Израђују се за разне потребе, за смештај бушећих гарнитура, смештај пумпи, смештај експлозива. 
1. Бункер за руду служи за смештај руде и њен касни утовар.
2. Магацин експлозива служи за смештај одређене количине експлозива и средстава за иницирање.
3. Водосабирници скупља сву воду која је створена приликом откопавања.

## Облици и димензије попречних пресека просторија
Облици и димензије највише зависе од доста фактора:
1. Стенског масива кроз који се просторија изграђује.
2. Величине профила.
3. Времена коришћења просторије.

## Облици просторија
1. Звонасти
2. Засвођени
3. Правоугаони
4. Кружни
5. Потковичасти